# Polenstrafrechtsverordnung
Die Verordnung über die Strafrechtspflege gegen Polen und Juden in den eingegliederten Ostgebieten (RGBl. 1941 I 759 ff), gemeinhin als Polenstrafrechtsverordnung bezeichnet, war eine Verordnung des NS-Staates vom 4. Dezember 1941, die sich hauptsächlich gegen als „Schutzangehörige“ eingestufte Polen und Juden in den seit dem Beginn des Zweiten Weltkrieges eingegliederten polnischen Gebieten richtete, aber in wesentlichen Teilen auch für polnische Ostarbeiter und Zwangsarbeiter im gesamten Reich galt. Sie wurde vom Ministerrat für die Reichsverteidigung erlassen und sah ein abgekürztes Gerichtsverfahren vor, das weit über die damals ohnehin allgemein angeordneten Verkürzungen des Rechtsschutzes von Beschuldigten hinausging. Gleichzeitig wurde das materielle Strafrecht in Generalklauseln ungemein verschärft.
Beim Nürnberger Juristenprozess wurde die Verordnung 1947 als Kriegsverbrechen eingestuft. Der Deutsche Bundestag hob alle darauf beruhenden Urteile im Gesetz zur Aufhebung nationalsozialistischer Unrechtsurteile (NS-AufhG) 1998 auf.

## Vorläufer und Zustandekommen
In den „eingegliederten Ostgebieten“ regelte zunächst nur ein § 7 in einem Erlass vom 8. Oktober 1939, dass das bisher geltende Recht bis auf Weiteres in Kraft blieb, „soweit es nicht der Eingliederung in das Deutsche Reich“ widersprach. Die Ausdeutung dieser Formulierung führte zu einer Rechtsunsicherheit und in den Geheimen Lageberichten des Sicherheitsdienstes  wurde vom Wunsch „nach einer baldigen Klärung der bestehenden Zweifelsfragen“ berichtet.
Nach den Polen-Erlassen vom 8. März 1940 folgte im Juni 1940 eine „Verordnung über die Einführung des deutschen Strafrechts in den eingegliederten Ostgebieten“ (RBl I, S. 844), die die Bestimmungen des „Strafgesetzbuches für das Deutsche Reich“ nebst einigen Einschränkungen der Strafprozessordnung übernahm. In einem Artikel II wurden für Polen jedoch „besondere Vorschriften“ aufgeführt: Gewalttaten gegen Angehörige deutscher Dienststellen, Beschädigungen von behördlichen Einrichtungen, Aufrufe zu Ungehorsam gegen Anordnungen, Brandstiftungen sowie Planung solcher Handlungen oder Mitwisserschaft wurden mit dem Tode bestraft.
Im November 1940 beanstandete der Stellvertreter des Führers die Einführung des deutschen Strafrechts als Fehler und forderte ein besonderes Strafrecht und Einführungsgesetz zum Strafprozessrecht für Polen. In einem Vermerk, mit dem der Entwurf der „Ministerratsverordnung über die Strafrechtspflege gegen Polen und Juden“ am 22. April 1941 verschickt wurde, hieß es:

„Die Vorschläge […] tragen dem Wunsch des Stellvertreters des Führers weitgehend Rechnung. Der Entwurf stellt ein drakonisches Sonderstrafrecht für Polen und Juden auf, das sehr weite Tatbestände formuliert und überall die Todesstrafe zulässt. Auch die Art der Freiheitsstrafe ist gegenüber dem deutschen Strafrecht verschärft…“

Abgelehnt wurden lediglich die Vorschläge des Stellvertreters des Führers, die Prügelstrafe einzuführen und die Reichsstatthalter zu ermächtigen, ein Sonderstrafrecht durch Rechtsverordnung einzuführen, statt es förmlich im Reichsgesetzblatt zu veröffentlichen und in Kraft zu setzen.

## Form und wesentlicher Inhalt

Verordnung über die Strafrechtspflege gegen Polen und Juden in den eingegliederten Ostgebieten vom 4. Dezember 1941
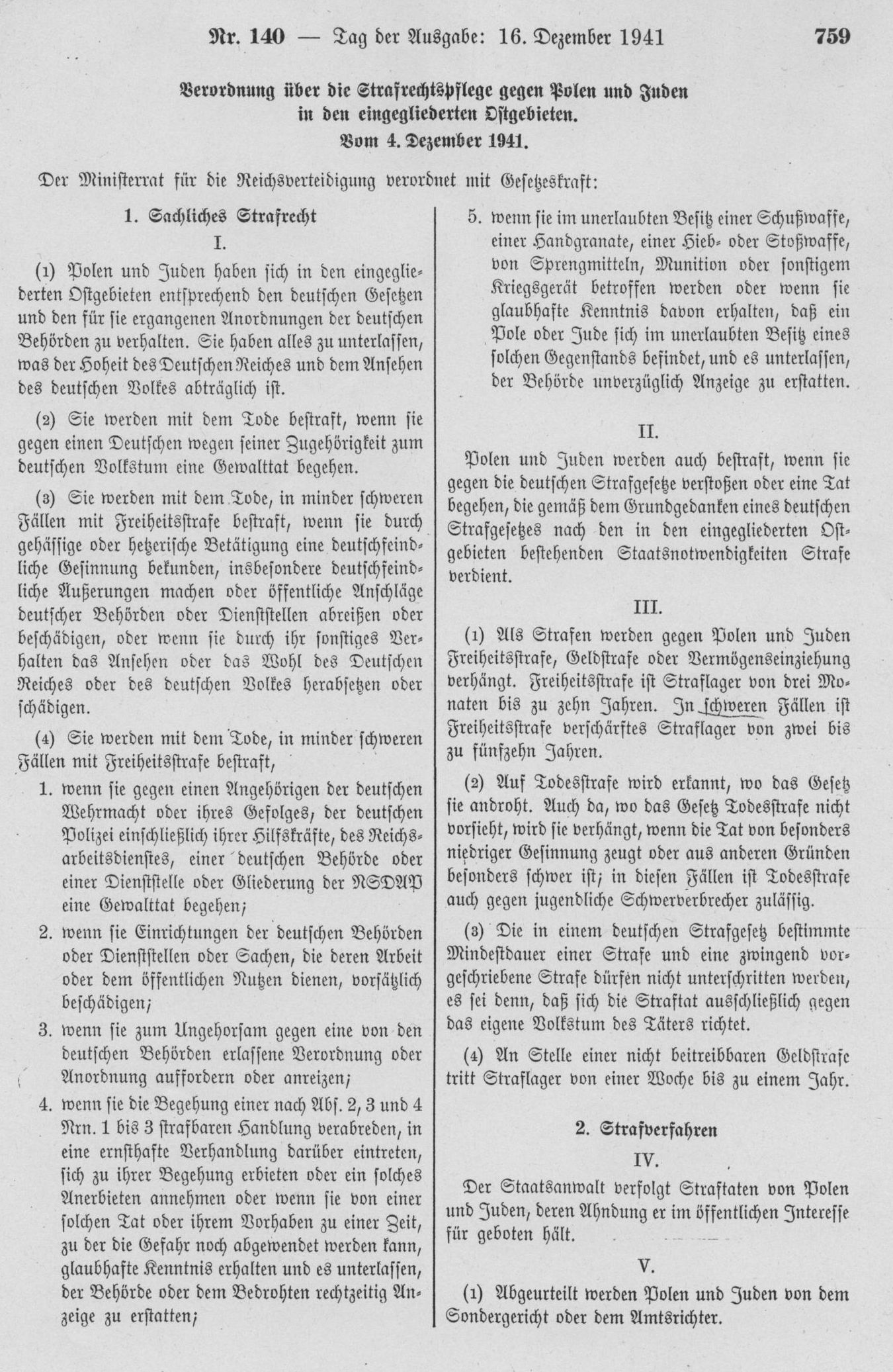
RGBl. I, S. 759
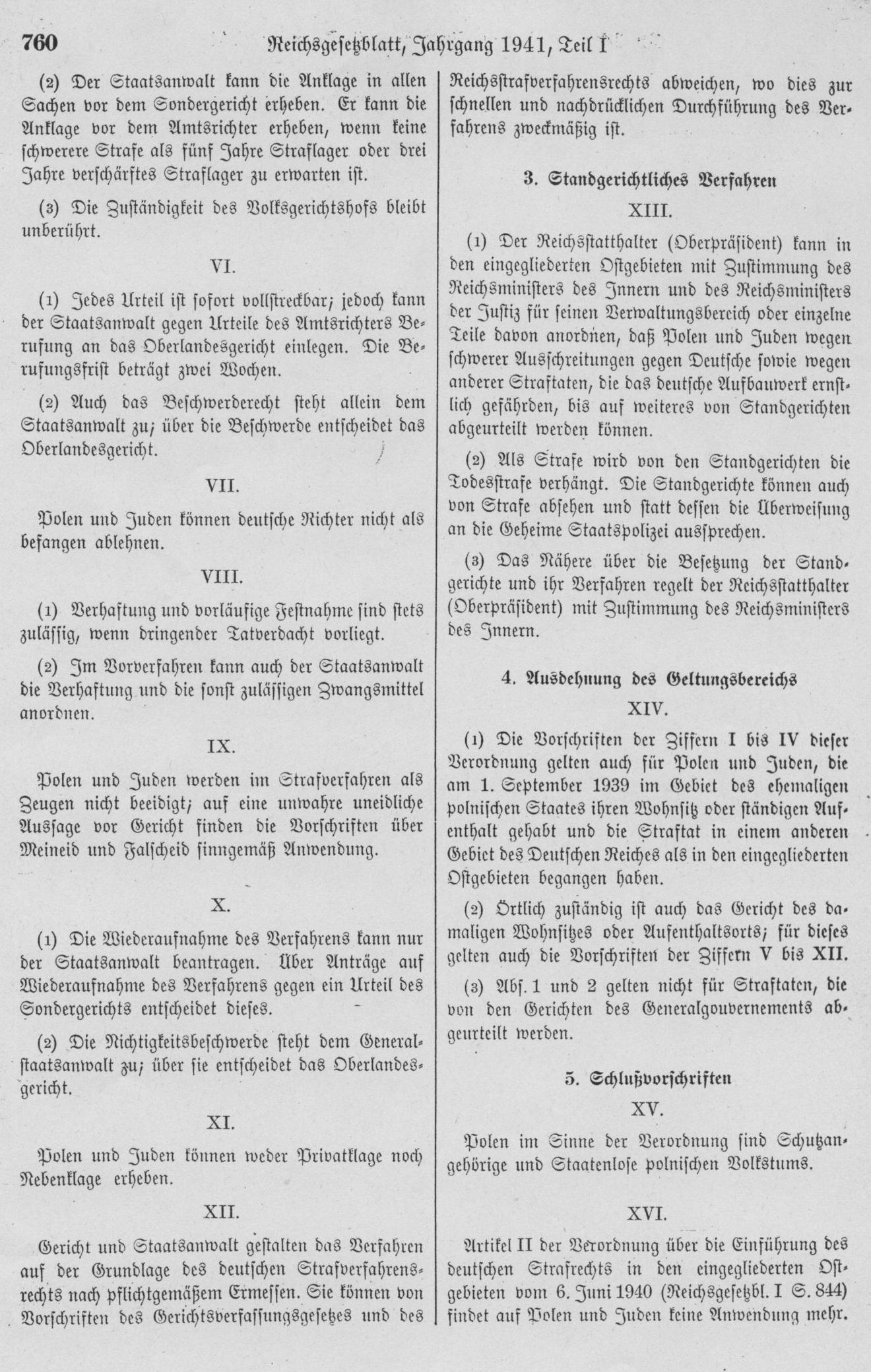
RGBl. I, S. 760
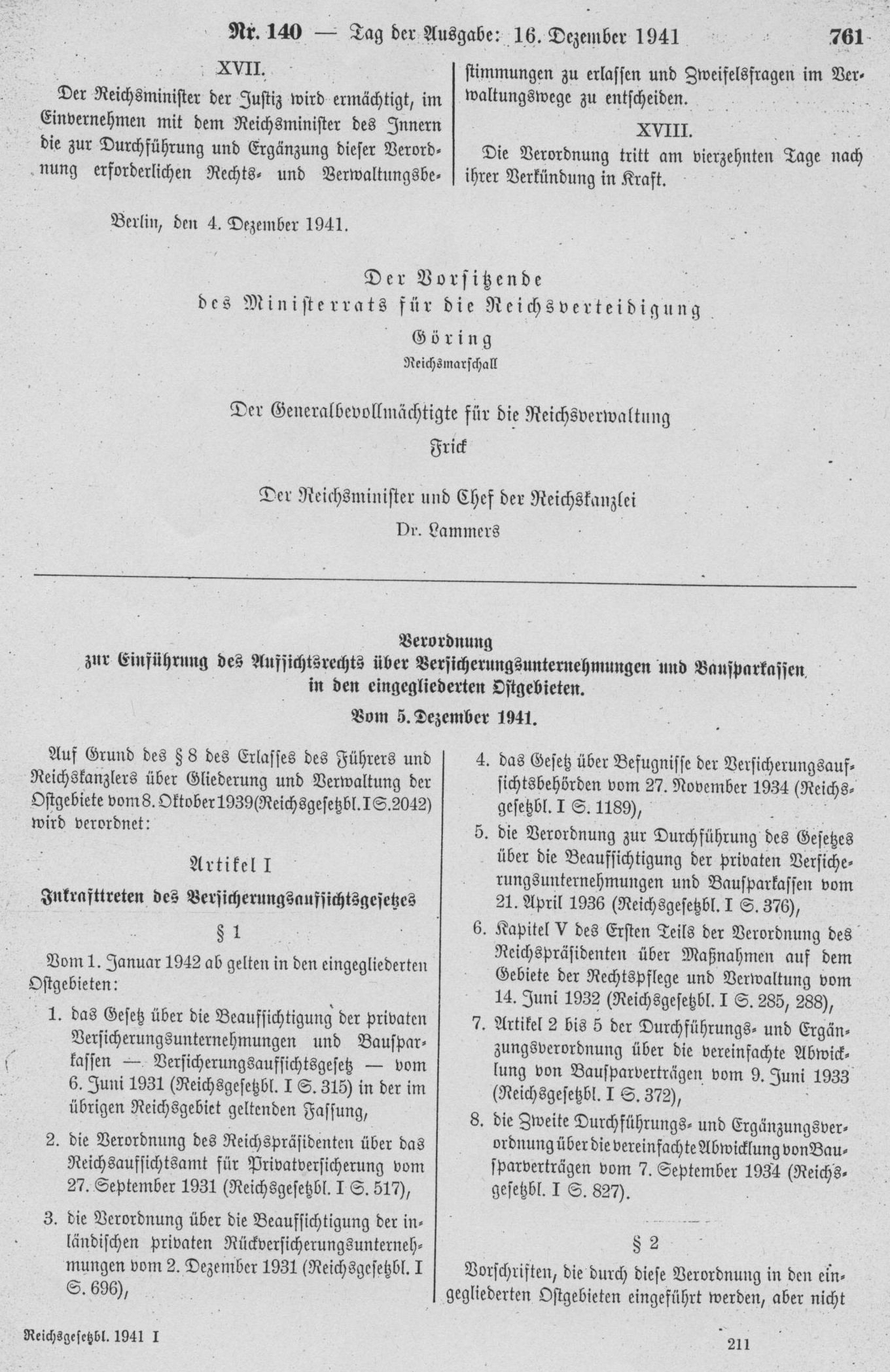
RGBl. I, S. 761

Die Polenstrafrechtsverordnung ist nicht im „üblichen Verwaltungsstil“ abgefasst und weicht auch in der äußeren Form von den üblichen Verordnungen ab. Statt Einteilung in Paragrafen sind Ziffern gesetzt; formale Erfordernisse wie das Außerkraftsetzen vorhergehender Verordnungen fehlen wie auch die Unterschrift des eigentlich zuständigen Reichsjustizministers. Auffällig ist die offene Benennung eines Sonderrechts, das Polen und Juden einen Status minderen Rechts, wenn nicht gar eine „völlige Rechtlosstellung“ außerhalb jeder Rechtsordnung zuweist.
Die Verordnung beginnt mit den Worten, Polen und Juden hätten sich „entsprechend den deutschen Gesetzen und den für sie ergangenen Anordnungen der deutschen Behörden zu verhalten“ und „alles zu unterlassen, was der Hoheit des Deutschen Reiches und dem Ansehen des deutschen Volkes abträglich ist“.
Die folgenden unter Ziffer I bis III aufgeführten „uferlosen Generalklauseln“ sehen als Regel die Todesstrafe vor und greifen Bestimmungen auf, die bereits in der „Verordnung über die Einführung des deutschen Strafrechts in den eingegliederten Ostgebieten“ vom 6. Juni 1940 enthalten waren.
Danach werden Polen und Juden mit dem Tode bestraft, wenn sie „gegen einen Deutschen wegen seiner Zugehörigkeit zum deutschen Volkstum eine Gewalttat begehen.“ Die Todesstrafe war auch Regel bei „deutschfeindlichen Äußerungen“, bei Gewalttaten gegen Angehörige der Wehrmacht, Polizei und Behörden, bei „Aufruf zum Ungehorsam“ gegenüber Verordnungen sowie auch das Unterlassen einer Anzeige, wenn jemand von derlei Vorhaben oder unerlaubtem Waffenbesitz Kenntnis erlangte.
Freiheitsstrafen mussten Polen und Juden im Straflager oder als „verschärftes Straflager“ abbüßen. Auch wenn das Gesetz nicht ausdrücklich die Todesstrafe vorsah, konnte diese verhängt werden, „wenn die Tat von besonders niedriger Gesinnung zeugt oder aus anderen Gründen besonders schwer ist“.
Die folgenden Abschnitte IV bis XII höhlten das allgemeine Strafverfahrensrecht aus, indem das Legalitätsprinzip durchbrochen wurde: Staatsanwälte mussten Straftaten, die von Deutschen gegenüber Polen und Juden begangen wurden, nicht von Amtes wegen verfolgen. Vorläufige Festnahmen sowie Inhaftnahme waren schon bei dringendem Tatverdacht und ohne besondere Haftgründe zulässig. Urteile gegen Polen und Juden waren sofort vollstreckbar, während die Strafverfolgungsbehörden Rechtsmittel gegen Entscheidungen einlegen durften. Richter konnten nicht als befangen abgelehnt werden; Privat- und Nebenklagen blieben Polen und Juden versagt. Später wurde die Möglichkeit der Verteidigung eingeschränkt und ab Mai 1942 die Bestellung eines Pflichtverteidigers ins Ermessen des Gerichts gestellt.
Ziffer XII ermächtigte die Gerichte durch eine Generalklausel, von Vorschriften des Gerichtsverfassungsgesetzes und des Reichsstrafverfahrensrechts abzuweichen, wo „dies zur schnellen und nachdrücklichen Durchführung des Verfahrens zweckmäßig“ sei.
Neben Amtsgerichten waren Sondergerichte zuständig; bei Bedarf konnten Standgerichte eingesetzt werden.

## Geltungsbereich
Die Polenstrafrechtsverordnung betraf rund acht Millionen Polen, die noch in den vor 1920 dem Deutschen Reich zugehörigen und wieder deutschen Ostgebieten (Danzig, Westpreußen, Posen und Oberschlesien) sowie einem Streifen altpolnischen Gebietes lebten. Die Bestimmungen der Ziffern I bis IV galten gemäß Ziffer XIV gleichfalls für alle Polen und Juden, die bis zum 1. September 1939 auf dem Gebiet des polnischen Staates gewohnt und eine Straftat auf dem Gebiet des deutschen Reiches begangen hatten: Damit galt die Verordnung auch für die polnischen Zwangsarbeiter im gesamten Reich. Am 30. Juli 1942 wurde sie auch für das CdZ-Gebiet Luxemburg eingeführt.
Obwohl sich die Verordnung ausdrücklich auch gegen Juden richtete, gewann sie kaum Bedeutung für die Verfolgung der Juden und den Holocaust. Schon vorher hatten Einsatzgruppen der Sicherheitspolizei und des SD mit Erschießungen begonnen; die Deportationen und Ghettoisierung waren bereits angelaufen und ein erstes Vernichtungslager nahm seine mörderische Tätigkeit gerade auf. Überdies entzog die Dreizehnte Verordnung zum Reichsbürgergesetz vom 1. Juli 1943 die verbliebenen Juden dem Anwendungsbereich der Verordnung über die Strafrechtspflege gegen Polen und Juden in den eingegliederten Ostgebieten. In den Akten der Sonderjustiz wird der Erlass fast ausschließlich als Polenstrafrechtsverordnung bezeichnet.

## Zeitgenössische Anwendung der VO
Der damalige Staatssekretär im Justizministerium Roland Freisler kommentierte die Verordnung dahin, dass sie eine „allgemeine Gehorsamspflicht“ der Polen bestimme. Freisler äußerte sich sehr zufrieden darüber, dass das gesamte formelle und materielle Strafrecht gegen Polen auf knapp drei Seiten geregelt worden sei.
In der Praxis erfuhr das Gesetz über den ohnehin weitgehenden Wortlaut hinaus eine extensive Auslegung: Unter „Gewalttaten“ verstand man entgegen der sonst üblichen juristischen Terminologie nicht nur Taten von besonderer Schwere, sondern jede strafbare Handlung, die unter Anwendung von Gewalt begangen war. Die Gewalttat konnte also aus einer einfachen Körperverletzung oder Nötigung bestehen. So wurde ein Angeklagter, der einen deutschen Kriminalsekretär geohrfeigt hatte, 1944 zum Tode verurteilt.
Der Geschlechtsverkehr eines Polen mit einer Deutschen setze „das Ansehen und das Wohl des Deutschen Reiches und des deutschen Volkes“ herab und wurde wegen „deutschfeindlichen Verhaltens“ als „Rassenschande“ verfolgt.
Nach Inkrafttreten der Polenstrafrechtsverordnung stieg die Anzahl der Todesurteile stark an. In den eingegliederten Ostgebieten wurden 1942 nachweisbar 1129 Todesurteile vollstreckt. Im selben Jahr wurden 61.836 Polen verurteilt und mehr als 45.000 ins Straflager verbracht. Die Gerichte wandten die Polenstrafrechtsverordnung dabei entgegen dem strafrechtlichen Rückwirkungsverbot auch rückwirkend für Taten an, die teils lange vor dem Erlass der Verordnung begangen worden waren.
Mit dem Kontrollratsgesetz Nr. 11 vom 30. Januar 1946 wurde mit zahlreichen weiteren Strafbestimmungen der nationalsozialistischen Zeit auch die Polenstrafrechtsverordnung aufgehoben.

## Juristische Aufarbeitung

### Nürnberger Juristenprozess

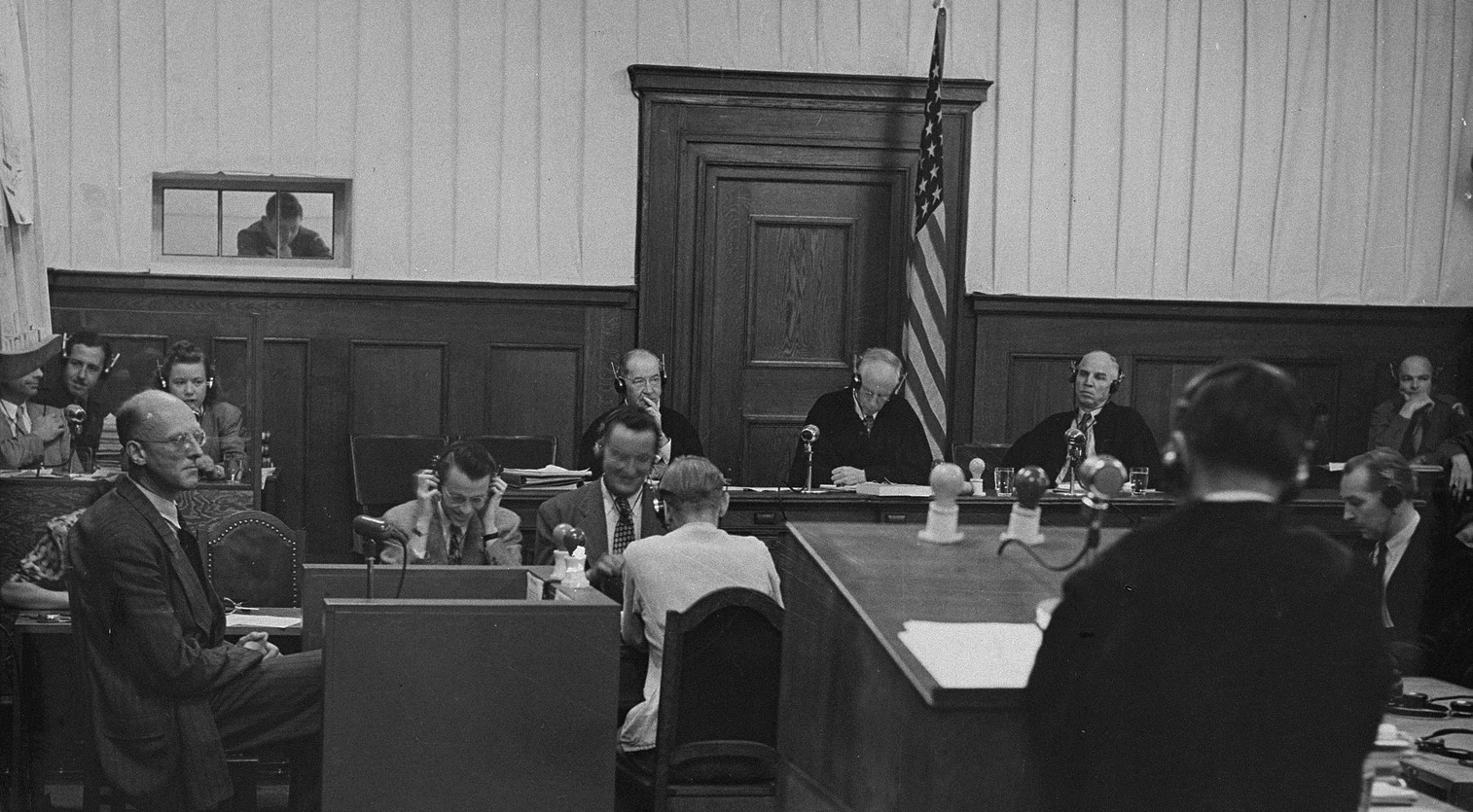
Ein Zeuge beim Juristenprozess in Nürnberg, 1947

Der Ankläger im Nürnberger Juristenprozess stellte im Schlussplädoyer heraus, nicht die Aufrechterhaltung der Ordnung in den einverleibten Gebieten sei Zweck der Polenstrafrechtsverordnung gewesen, und es habe auch keine militärische Notwendigkeit dafür gegeben. Ziele seien offenkundig „Ausrottung und Verfolgung“ gewesen. In seinem Urteil stellte das Gericht fest, diese Verordnung erfülle den materiellen Tatbestand von Kriegsverbrechen und Verbrechen gegen die Menschlichkeit.

### Aufhebung der Unrechtsurteile
Durch das Gesetz zur Aufhebung nationalsozialistischer Unrechtsurteile (NS-AufhG) hob der Bundestag 1998 verurteilende strafgerichtliche Entscheidungen auf, die unter Verstoß gegen elementare Gedanken der Gerechtigkeit zur Durchsetzung oder Aufrechterhaltung des nationalsozialistischen Unrechtsregimes ergangen waren. Die Verordnung über die Strafrechtspflege gegen Polen und Juden in den eingegliederten Ostgebieten wird im Gesetz ausdrücklich angeführt.